# Hagnagora mesenata
Hagnagora mesenata là một loài bướm đêm trong họ Geometridae.